# Keith Starr
Keith Edward Starr (Sewickley, Pensilvania, 14 de marzo de 1954) es un exjugador de baloncesto estadounidense que jugó una temporada en la NBA. Con 1,98 metros de estatura, jugaba en la posición de escolta.

## Trayectoria deportiva

### Universidad
Jugó durante tres temporadas con los Panthers de la Universidad de Pittsburgh, en las que promedió 8,8 puntos, 4,4 rebotes y 4,2 asistencias por partido.

### Profesional
Fue elegido en la quincuagésimo segunda posición del Draft de la NBA de 1976 por Chicago Bulls, con los que disputó únicamente 17 partidos en los que anotó 14 puntos.
Al año siguiente fichó como agente libre por Los Angeles Lakers, pero unos problemas crónicos en la rodilla le obligaron a retirarse. Tras dejar su carrera como jugador, fue durante 8 años asistente de Jerry Tarkanian en los UNLV Rebels.

## Estadísticas de su carrera en la NBA

### Temporada regular
| Temporada | Edad | Equipo        | Liga | P  | TIT | MIN | TC  | TCA | %TC  | 3P | 3PA | %3P | TL  | TLA | %TL   | R.OF. | R.DEF. | REB | ASIS | ROB | TAP | PER | FP  | PTS |
| 1976-77   | 22   | Chicago Bulls | NBA  | 17 |     | 3.8 | 0.4 | 1.4 | .250 |    |     |     | 0.1 | 0.1 | 1.000 | 0.4   | 0.2    | 0.6 | 0.4  | 0.1 | 0.0 |     | 0.6 | 0.8 |
| Total     |      |               | NBA  | 17 |     | 3.8 | 0.4 | 1.4 | .250 |    |     |     | 0.1 | 0.1 | 1.000 | 0.4   | 0.2    | 0.6 | 0.4  | 0.1 | 0.0 |     | 0.6 | 0.8 |